# Францина (Бреша)
Францина је насеље у Италији у округу Бреша, региону Ломбардија.
Према процени из 2011. у насељу је живело 99 становника. Насеље се налази на надморској висини од 180 м.